# 김난주 (배우)
김난주(본명 : 유난주 1982년 8월 16일 ~ )는 대한민국의 배우이다.

## 출연 작품

### 영화
- 《꿈은 이루어진다》(2010년) - 여행정병 1 역
- 《킹콩을 들다》(2009년) - 여교사 역

### 드라마
- 《기막힌 유산》(2020년, KBS1) - 공소영 역
- 《로맨스는 별책부록》(2019년, tvN)
- 《유일랍미》(2015년, 드라마 H & TRENDY)
- 《장사의 신 - 객주 2015》(2015년, KBS2) - 봉삼 모 역
- 《오 나의 귀신님》(2015년, tvN)
- 《장옥정, 사랑에 살다》(2013년, SBS) - 최상궁 역
- 《자체발광 그녀》(2012년, KBS Drama)
- 《강력반》(2011년, KBS2) - 한순정 역
- 《종합병원 2》(2008년, MBC)
- 《뉴하트》(2007년, MBC) - 김필주의 부인 역
- 《태왕사신기》(2007년, MBC)
- 《로맨스 헌터》(2007년, tvN)
- 《이제 사랑은 끝났다》(2006년, MBC)
- 《사랑은 아무도 못말려》(2006년, MBC)
- 《불멸의 이순신》(2004년, KBS1)
- 《애정의 조건》(2004년, KBS2)

## 수상
- 2013년 제21회 대한민국 문화연예대상 모범연예인상